# 休戦協定
休戦協定（きゅうせんきょうてい）あるいは停戦協定（ていせんきょうてい、armistice）とは、戦争や武力紛争を行う双方の勢力が戦闘を停止するための協定。英語の "Armistice" は、ラテン語の arma（兵器）と stitium（停止）から来ている。

## 概説
休戦協定（停戦協定）の前に、まず停戦（ceasefire）または休戦（truce）のための交渉がどこかで行われている必要がある。通常、双方が一定の条件や限定された期間や指定された地域内で敵対行為や暴力を一時的に停止する協定となる。クリスマス休戦や断食月休戦などの一時的な休戦協定も含まれる。伝統的な戦時国際法において休戦協定の合意は口頭による同意によれば良く（ハーグ陸戦条約36条）文書の手交を要件としない。停戦状態の間、負傷者や犠牲者の救出を行ったり、講和条約（平和条約）締結のための交渉を開始したりすることもあるが、一方的な降伏受諾ではなく双務的な休戦協定に過ぎないため、休戦協定に重大な違反が見られた場合には当事国はその合意を破棄することもでき（ハーグ陸戦条約40条）、休戦協定を破棄して戦争再開になるということはいつでもあり得る。また、休戦協定がなくても、双方の間で第三者を介するなどして講和条約（平和条約）が締結さえされれば終戦となる（アメリカ独立戦争のヨーロッパでのパリ条約 (1783年)・ヴェルサイユ条約 (1783年)、日清戦争黄海海戦後の下関条約など）。
休戦協定は局地戦での軍隊同士の "modus vivendi" （暫定協定）であることが多いため、講和条約（平和条約）のような恒久的な性質を持ち得ない。また、部隊の降伏による武装解除も行われない。しかし降伏したわけではないので双方の主権が維持され続け、かつ、戦争も停戦できる。このため休戦の成立は講和の成立よりも容易である。1953年7月27日の朝鮮戦争停戦のように、講和条約交渉のないまま、長期間にわたって戦闘停止状態が継続するという事例も見られる。
国連安全保障理事会は創立以来、国連憲章を大義名分として世界各地の紛争当事国に対ししばしば停戦決議を課し、または課そうとしてきた。これは国際連合安全保障理事会常任理事国5か国の軍事力を背景としているようにも見えるが、国連決議に基づく有志軍以上の国連軍が国連常任安保理5か国を含めて正式に編成されたことはなく、そのため、他の国連決議もしばしばそうであるが、しばしば実効性に乏しい。また、このため、遵守義務を自らに課す当事者同士の停戦協定のほうが国連による停戦勧告決議よりも束縛力が高いと比較考証する向きもある。
休戦協定の最大の利点は、戦争を行う双方のうちどちらかが降伏をしなくても双方とも降伏の場合よりは遙かに好都合な形で戦争を止められる、という点にある。これは、戦争の敗者が国際法によりもたらされるもの以外の一切の条件なしで降伏して戦争を終わらせるという無条件降伏とは究極の好対照である。

## 休戦協定の事例

### 休戦オマーン
- トルーシャル首長国 - 現アラブ首長国連邦の構成国。1820年から1971年にかけてはイギリスの保護領であり、イギリスが各首長国と休戦条約を締結したことでその地位が明確化されたため、「休戦オマーン」とも呼ばれる。トルーシャル(Trucial)とは、Truce(休戦)にialをつけて形容詞化した言葉である。

### 第一次世界大戦
アメリカ合衆国でもっとも有名な休戦協定といえば、1918年11月11日に第一次世界大戦を終わらせた連合国とドイツの休戦協定である。アメリカでは定冠詞の "The" をつけて呼ばれており、単に休戦協定 "Armistice"といえば「11月の11日の11時」の休戦協定のことである。11月11日のArmistice Day（停戦記念日）またはその直前の日曜日を今でも「戦没者追悼の日（Remembrance Day）」「退役軍人の日（Veterans Day）」として休日にしている欧米の町は多い。
- 1917年12月5日、エルジンジャン休戦協定（英語版）。オスマン帝国とロシアの休戦協定。
- 1918年3月3日、ロシアのボリシェヴィキ政府と中央同盟国との休戦協定（ブレスト＝リトフスク条約）。
- 1918年9月29日、連合国とブルガリア王国の休戦協定（サロニカ休戦協定）。テッサロニキにて。
- 1918年10月30日、連合国とオスマン帝国の休戦協定（ムドロス休戦協定）、ムドロス港にて。
- 1918年11月3日、連合国とオーストリア＝ハンガリー帝国の休戦協定（ヴィラ・ジュスティ休戦協定）、イタリア、ヴィラ・ジュスティ（Villa Giusti）にて。
- 1918年11月11日、連合国とドイツ（人民委員評議会（ドイツ語版））の停戦協定、パリ郊外のコンピエーニュの森にて。
- 1922年10月11日、ムダニヤ休戦協定、トルコ共和国政府（アンカラ政府）とイタリア・フランス・イギリス間（10月14日にギリシャ王国も参加）。

### 戦間期
- 1933年5月31日、塘沽協定。満州事変の休戦協定。日本と中華民国の間で締結された。

### 第二次世界大戦
第二次世界大戦において、連合国のアメリカ大統領フランクリン・ルーズベルト大統領は、枢軸国に対して条件交渉を行った上で戦闘を停止する従来の方式を認めず、無条件降伏を求める方針をとった。このため枢軸国のドイツと連合国の間での休戦交渉は一切行われず、休戦協定は結ばれていない。イタリア王国とは1943年9月3日に休戦協定が結ばれたが、9月26日に同文書は降伏文書に変更され、イタリア王国はこれを受諾した。ソビエト連邦が主に戦っていた東欧および北欧の枢軸国との間ではこの方針は徹底されず、休戦協定が結ばれている。東欧および北欧枢軸国は1947年のパリ条約締結によって講和している。
- 1940年6月22日、ナチス・ドイツとフランス（ヴィシー政権）の休戦協定、再びパリ郊外のコンピエーニュの森にて。
- 1940年6月25日、仏伊休戦協定（英語版）。フランスとイタリア王国の休戦協定。
- 1941年7月14日、サン・ジャン・ダクル休戦協定（英語版）。中東におけるイギリス軍とシリアにおけるフランス・ヴィシー政権軍との休戦協定（サン・ジャン・ダクルは現在のアッコ）。
- 1943年9月3日、イタリアとの停戦協定、シチリア島・シラクサ近郊カッシビレにて。
- 1944年9月12日、連合国（イギリス・ソ連・アメリカおよび他の連合国）とルーマニアの休戦協定[3]。
- 1944年9月19日、モスクワ休戦協定。ソビエト連邦およびイギリス[4]とフィンランドの休戦協定。
- 1944年10月28日、連合国（イギリス・ソ連・アメリカおよび他の連合国）とブルガリアの休戦協定[5]。
- 1945年1月20日、連合国（イギリス・ソ連・アメリカおよび他の連合国）とハンガリー臨時国民政府の休戦協定[6]
- ナチス・ドイツは休戦の申し出を行わず、アドルフ・ヒトラーの政府は崩壊したため、1945年5月8日、ドイツ国防軍最高司令部総長ヴィルヘルム・カイテルの降伏文書調印で終戦を迎えた（欧州戦線における終戦 (第二次世界大戦)）。連合国はフレンスブルク政府を認めず、連合国による占領統治とその後の冷戦のためドイツは東西に分断され、ナチス・ドイツの継承国が定まらなかった。このため1951年7月9日に西ドイツ（ドイツ連邦共和国）と西側諸国が[7]、1955年1月25日にドイツ民主共和国（東ドイツ）とソビエト連邦が[8]、それぞれ別個に戦争状態終結を宣言している。東西冷戦終了を受けて1990年9月12日調印・1991年3月15日発効のドイツ最終規定条約によって、連合国とドイツ（1990年10月3日にドイツ再統一）の戦争状態は正式に終了した。
- 1945年8月14日、大日本帝国はポツダム宣言の無条件受諾を連合国側へ通告し、無条件降伏した。日本の降伏文書の調印式は同年9月2日、東京湾、アメリカ海軍戦艦「ミズーリ」艦上において行われた。連合国と日本との平和条約は、主に1951年9月8日調印・1952年4月28日発効のサンフランシスコ講和条約（日本国との平和条約）によって行われている。サンフランシスコ講和条約（日本国との平和条約）に調印しなかった他の戦争当事国と日本との平和条約は、当該国別に行われた平和条約等による。ただしソビエト連邦および継承国であるロシアとは日ソ共同宣言によって戦争状態が終結したものの、平和条約は成立していない。

### 第二次世界大戦以降の休戦協定
国際連合の発足以降は当事国が交渉して休戦協定を締結するだけではなく、国連機関が休戦条件を策定し、それを当事国が受け入れることによって休戦が成立する事例も見られる。
第一次中東戦争
1949年2月-7月、イスラエルとエジプト、ヨルダン、レバノン、シリア各国間での休戦協定。
朝鮮戦争
1953年7月27日、朝鮮戦争休戦協定、国連軍司令官と朝鮮民主主義人民共和国軍司令官および中華人民共和国義勇軍（中国人民志願軍）司令官の間で成立。板門店にて。
第二次中東戦争
1956年11月8日、平和のための結集決議997の受諾によって成立。
湾岸戦争
湾岸戦争の休戦は、国際連合安全保障理事会決議687をイラク政府（バアス党政権）が受け入れたことによって成立した。アメリカなど有志連合諸国がイラク戦争開戦の根拠としたのは、この決議に対するイラクの「重大な違反行為」である。
2023年パレスチナ・イスラエル戦争
2023年11月22日に、カタールの仲介で合意が成立し、同月24日から12月1まで戦闘休止。ハマースの人質にされた253人のうち、105人の解放が実現した。